# Dudinská Päťdesiatka 2014
33. Dudinská Päťdesiatka – mityng w chodzie sportowym, który odbył się 22 marca w słowackich Dudincach. Impreza była kolejną w cyklu IAAF Race Walking Challenge w sezonie 2014.
W ramach zawodów o medale mistrzostw kraju w chodzie na 50 kilometrów rywalizowali Czesi, Słowacy, Polacy i Węgrzy.

## Rezultaty

### Mężczyźni
| Konkurencja:  | 1. miejsce     | Rezultat | 2. miejsce    | Rezultat | 3. miejsce   | Rezultat |
| Chód na 20 km | Matej Tóth     | 1:19:48  | Jared Tallent | 1:22:45  | Caio Bonfim  | 1:23:48  |
| Chód na 50 km | Rafał Augustyn | 3:45:32  | Wang Zhendong | 3:47:18  | Carl Dohmann | 3:51:32  |

### Kobiety
| Konkurencja:  | 1. miejsce    | Rezultat | 2. miejsce     | Rezultat | 3. miejsce        | Rezultat |
| Chód na 20 km | Ainhoa Pinedo | 1:34:56  | Mária Gáliková | 1:36:39  | Viktória Madarász | 1:37:00  |